# Scouts-in-Exteris
Con l'espressione Scouts-in-Exteris, s'intende lo scautismo in esilio, ossia la formazione di gruppi scout in esilio dal loro paese nativo a causa di forti stravolgimenti politici spesse volte soppressivi del libero movimento scout all'interno dei loro confini.

## Storia
In Victoria, Australia, esiste l'associazione Ethnic Scout and Guide Association of Victoria (ESGAV), che comprende sette nazionalità europee e gestisce un campo annuale per i gruppi affiliati. In molti paesi, come gli Stati Uniti d'America, le unità in esilio funzionano come reparti all'interno dell'organizzazione della loro nazione ospite. Ci sono ad esempio gruppi di esuli estoni a New York e di esiliati armeni in California, che sono censiti nelle organizzazioni locali dei Boy Scouts of America.

Per fare altri esempi si possono citare storicamente le organizzazioni scout russe nate in esilio dopo la rivoluzione russa, la soppressione sovietica del libero scautismo e l'emigrazione bianca, tra le quali primeggia l'Organizzazione Nazionale degli Scout Russi (HOPC) nata da un congresso generale di capi scout russi tenutosi a Costantinopoli nel 1921 oppure, più recentemente, un gruppo scout fondato da afghani in esilio in Germania che ha dato vita all'Associazione Scout Afghana, affiliata per mezzo dell'associazione scout tedesca di riferimento all'International Scout and Guide Fellowship (ISGF).
A causa della loro natura, legata irrimediabilmente a complesse situazioni di geopolitica internazionale derivate da guerre, rivoluzioni e regimi dittatoriali, spesse volte queste organizzazioni non sono riconosciute a livello ufficiale dall'Organizzazione Mondiale del Movimento Scout (OMMS) (unica eccezione l'Associazione degli Scout Armeni, per esplicita volontà di Robert Baden-Powell, fondatore dello scautismo), e dell'Associazione Mondiale Guide ed Esploratrici (AMGE). Per questo motivo, alcune di queste organizzazioni aderiscono alla World Federation of Independent Scouts (WFIS).

### Oggi
Ad oggi questo fenomeno si può assistere a causa dei regimi nella Repubblica di Cuba, nella Repubblica Popolare Democratica del Laos e nella Repubblica Popolare Cinese.